# Parardelio voeltzkowi
Parardelio voeltzkowi är en tvåvingeart som beskrevs av Günther Enderlein 1924. Parardelio voeltzkowi ingår i släktet Parardelio och familjen bredmunsflugor.
Artens utbredningsområde är Madagaskar. Inga underarter finns listade i Catalogue of Life.